# Tolypocladium rouxii

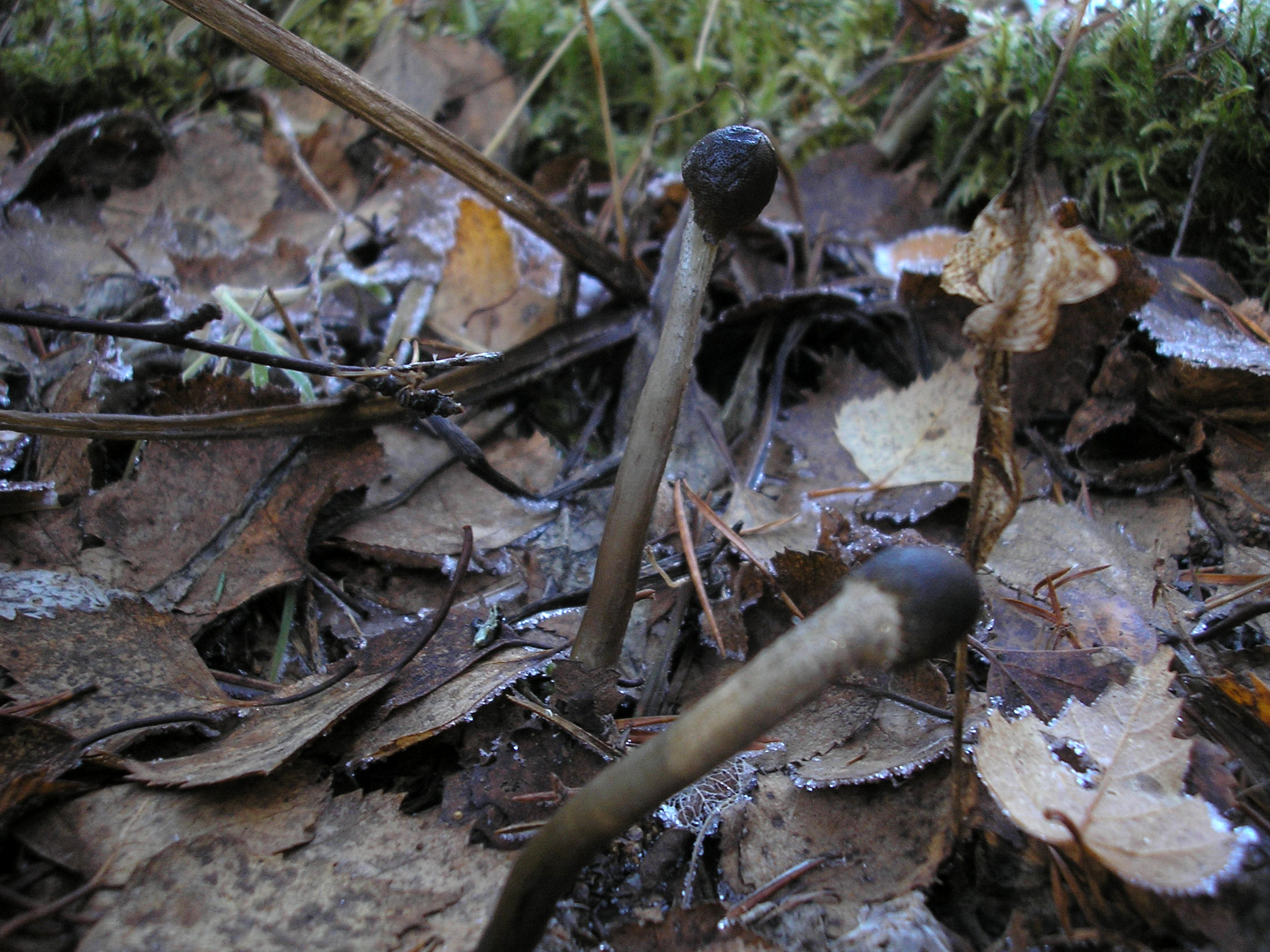

Tolypocladium rouxii (Cand.) C.A. Quandt, Kepler & Spatafora – gatunek grzybów z rodziny Ophiocordycipitaceae.

## Systematyka i nazewnictwo
Pozycja w klasyfikacji według Index Fungorum: Tolypocladium, Ophiocordycipitaceae, Hypocreales, Hypocreomycetidae, Sordariomycetes, Pezizomycotina, Ascomycota, Fungi.
Po raz pierwszy zdiagnozował go w 1976 r. Françoise Candoussau nadając mu nazwę Cordyceps rouxii. Obecną, uznaną przez Index Fungorum nazwę nadali mu C.A. Quandt, Kepler i Spatafora w 2014 r.
Synonimy naukowe:
- Cordyceps rouxii Cand. 1976
- Elaphocordyceps rouxii (Cand.) G.H. Sung, J.M. Sung & Spatafora 2007[1].

## Morfologia
Główka
Średnica 0,8–1,8 (2,5) cm, mocno osadzona na trzonie. Powierzchnia nieco galaretowata, w stanie wilgotnym błyszcząca, lekko lepka, początkowo ciemnobrązowa, czerwonobrązowa, później oliwkowozielona, ciemnozielona do czarnej, czasem z niebieskawym odcieniem, często z małymi brązowymi plamkami (ziarenkami). W stanie dojrzałym wypełniona jest zarodnikami.
Trzon
Białawy do lekko żółtawego, a w starych okazach z brązowawymi smugami, u podstawy z białą grzybnią.
Miąższ
W młodych okazach białawy, potem jasnożółty, delikatny i kruchy, szczególnie w części podziemnej, o łagodnym lub nieco gorzkim smaku i bez wyraźnego zapachu.
Cechy mikroskopowe
Perytecja 600–750 × 200–300 μm, worki smukłe, 350–500 × 8–10 μm, zarodniki nitkowate, wrzecionowate, 15–20 × 2–3 μm.

## Występowanie i siedlisko
Znane jest występowanie Tolypocladium rouxii we wschodniej części Ameryki Północnej, w Europie oraz na pojedynczych stanowiskach na zachodnim wybrzeżu Ameryki Północnej i w Ameryce Środkowej. W Polsce podano kilka jego stanowisk pod nazwą Cordyceps rouxii, po raz pierwszy w 2009 r. Podaje je także internetowy atlas grzybów. Znajduje się w nim w rejestrze gatunków zagrożonych i wartych objęcia ochroną.
Grzyb pasożytniczy rozwijający się na podziemnych owocnikach grzybów z rodzaju Elaphomyces (jeleniak).